# Microxina myxa
Microxina myxa is een gewone sponsensoort uit de familie van de Niphatidae. De wetenschappelijke naam van de soort is voor het eerst geldig gepubliceerd in 2012 door Goodwin, Brewin & Brickle.